# Centre national d'études agronomiques des régions chaudes
Le Centre national d'études agronomiques des régions chaudes (CNEARC) a été un établissement d'enseignement supérieur agricole placé sous la tutelle du ministère chargé de l'agriculture et constituant une école d'application des écoles nationales supérieures agronomiques (ENSA). Le CNEARC a pris la suite lors de son déménagement à Montpellier du Centre national d'études agronomiques tropicales (CNEAT) basé à Nogent-sur-Marne près de Paris, dont l'origine remonte à l'École nationale supérieure d'agriculture coloniale (ENSAC) créée en 1902.
Cet établissement a disparu le 1er janvier 2007, à la suite d'une fusion au sein du Centre international d'études supérieures en sciences agronomiques - actuel Institut agro Montpellier - où la continuité de ses missions est assurée par une école interne dénommée Institut des régions chaudes (IRC) (renommée ensuite Pôle Tropiques et Méditerranée).
En moyenne, 60 étudiants d'horizon divers sont reçus au bout des deux ans de formation :
- 20 étudiants francophones, en majorité africains (pour la plupart envoyés par leurs gouvernements) ;
- 40 étudiants français ayant eu au moins une expérience dans les pays du Sud avec une formation proches des domaines abordés (sociologie appliquée à l'agronomie, biologie et écologie, économie).

Selon un récent sondage, 90 % des ingénieurs sortis trouvent un emploi dans les six mois ; 50 % des ingénieurs français travaillent en France au bout de deux ans (dans des chambres d'agriculture, associations, entreprises privées), les autres se répartissant entre organisations non gouvernementales, institutions internationales, et organismes français de recherche (comme le CIRAD, et l'IRD).
Le réseau des Ingénieurs pour le Développement (RID) était une association - dissoute en 2009 - reconnue par l'ANPE (actuel Pôle emploi), et qui aidait les ingénieurs diplômés du CNEARC dans leur recherche d'emploi.